# Oncology (Basel)
Oncology. International Journal of Cancer Research and Treatment, abgekürzt Oncol., ist eine wissenschaftliche Fachzeitschrift, die vom Karger-Verlag veröffentlicht wird. Die Zeitschrift wurde 1948 unter dem Namen Oncologia gegründet, im Jahr 1967 erfolgte die Änderung des Namens in Oncology. Derzeit erscheint sie mit acht Ausgaben im Jahr. Es werden Arbeiten aus allen Bereichen der medizinischen Onkologie veröffentlicht.
Der Impact Factor lag im Jahr 2015 bei 2,152. Nach der Statistik des ISI Web of Knowledge wird das Journal mit diesem Impact Factor in der Kategorie Onkologie an 145. Stelle von 213 Zeitschriften geführt.